# Pseudotribos
Pseudotribos robustus − gatunek wymarłego ssaka z podgromady prassaków (Prototheria), zaliczanego do kladu Yinotheria i rzędu Shuotheridia. Występował w środkowej jurze, ok. 165 mln lat temu na terenie Chin.
Etymologia nazwy rodzajowej: gr. ψευδος pseudos „fałszywy”; τριβος tribos „ścieranie, zużycie”.